# Лесной (Гиагинский район)
Лесно́й (адыг. Мэзылъ) — посёлок в Гиагинском районе Республики Адыгея России. Входит в Келермесское сельское поселение.

## География
Посёлок расположен в южной части Гиагинского района, на правом берегу реки Ульки. Находится в 4 км к востоку от центра сельского поселения станицы Келермесская, в 12 км к юго-востоку от районного центра станицы Гиагинской и в 25 км к северо-востоку от города Майкопа.
Площадь посёлка составляет 0,41 км2, на которые приходятся 0,30 % от площади сельского поселения.
Населённый пункт расположен на Закубанской наклонной равнине, в переходной от равнинной в предгорную зоне республики. Средние высоты на территории посёлка составляют 167 метров над уровнем моря. Рельеф местности представляет собой предгорные волнистые равнины, с общим уклоном с юго-запада на северо-восток и с различными бугристыми и курганными возвышенностями. Долины рек изрезаны балками и понижениями.
Гидрографическая сеть в основном представлена рекой Улькой и её правым притоком Малой Улькой, впадающая в неё у южной окраины посёлка. Долины рек заняты густым смешанным лесом.
Климат мягкий умеренный с жарким летом и прохладной зимой. Среднегодовая температура воздуха положительная и составляет +11,5°С. Среднемесячная температура воздуха в июле достигает +23,0°С. Среднемесячная температура января составляет 0°С. Среднегодовое количество осадков составляет 750 мм. Основная часть осадков выпадает в период с мая по июль.

## История
Посёлок был основан в 1895 году как высёлок станицы Келермесской.

## Население
| 2002 | 2010 | 2013 | 2014 | 2015 | 2016 | 2017 |
| ---- | ---- | ---- | ---- | ---- | ---- | ---- |
| 197  | ↘184 | ↘183 | ↘182 | ↗183 | ↘173 | ↘168 |
| 2018 | 2019 | 2020 | 2021 | 2023 | 2024 |      |
| ↗171 | ↗173 | ↘170 | ↗183 | →183 | ↘177 |      |

Плотность 431.71 чел./км2.
Национальный состав
По данным Всероссийской переписи населения 2010 года:
| Народ   | Численность, чел. | Доля от всего населения, % |
| ------- | ----------------- | -------------------------- |
| русские | 180               | 97,8 %                     |
| другие  | 4                 | 2,2 %                      |
| всего   | 184               | 100 %                      |

Мужчины — 92 чел. (50,0 %). Женщины — 92 чел. (50,0 %).

## Инфраструктура
В посёлке функционирует фельдшерско-акушерский пункт. Другие объекты социальной инфраструктуры (школа, детский сад, дом культуры) расположены в центре сельского поселения станице Келермесской.

## Улицы
| Восточная |

| Лесная |

| Прямая |